# 張瓚 (成化乙未進士)
張瓚（1448年—？），字器之，武功中衛人，軍籍，明朝政治人物。進士出身。

## 生平
早年出身順天府學增廣生，順天府鄉試第七十三名。成化十一年（1475年）乙未科會試第二百二十二名，殿試登進士第三甲第一百零四名。授介休县知县。

## 家族
曾祖父張彥真。祖父張仕鉉。父亲張伯澄。